# Agrupació Mèdica Balear
Agrupació Mèdica Balear (AMEBA SA) és una agrupació de metges fundada el 1962 i propietària de la Policlínica Miramar de Palma, que s'inaugurà el 1969. El seu primer president fou el Dr. Lluís Juncosa Iglesias, que l'any 1972 cedí el seu lloc al Dr. Miquel Dalmau Diana.
Des de la seva creació, la Policlínica Miramar ha estat pionera en la innovació tecnològica i la modernització de l'assistència sanitària a les Illes Balears: l'equipament de la primera unitat d'hemodiàlisi de Balears (1971), la realització de la primera tomografia axial (1977), les primeres laserteràpia i magnoteràpia (1982), la realització de la primera ressonància magnètica (1991) i la primera ressonància magnètica oberta (1996), l'establiment del primer servei de cirurgia cardíaca a Balears (1992), la realització del primer TAC helicoidal (1995), el primer trasplantament de medul·la òssia (1995) i la creació del primer laboratori de biologia molecular, entre d'altres.
L'objectiu d'aquesta agrupació és compaginar una assistència integral de la salut, amb un equipament tècnic capdavanter i un equip humà sòlidament preparat, amb la cordialitat cap al malalt i els seus familiars. A la Policlínica Miramar, hi treballen 250 professionals de totes les especialitats mèdiques i quirúrgiques. El 2004 va rebre el Premi Ramon Llull.